# Vagney
 Vagney  es una población y comuna francesa, en la región de Lorena, departamento de Vosgos, en el distrito de Épinal y cantón de Saulxures-sur-Moselotte.

## Demografía
| 2896 | 2845 | 3248 | 3522 | 3772 | 3793 |
| Para los censos de 1962 a 1999 la población legal corresponde a la población sin duplicidades (Fuente: INSEE [Consultar]) |      |      |      |      |      |